# Ардзинба (фамилия)
А́рдзинба (абх. А́рӡынба) — известная абхазская фамилия. Фамильное имя «Ардзинба» переводится с абхазского языка на русский язык как «сын серебра» ("Араӡны" — серебро, "ба" (или "ҧа") — сын).

## Из истории XIX века

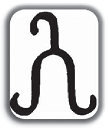
Тамга рода Ардзинба

Каких-либо достоверных сведений о том, когда возникла фамилия Ардзинба не имеется. Принято считать, что фамилия Ардзинба совместно с другими абхазо-абазинскими родами как: Адзинба, Квадзба, Адзинов, Жиров (Джыр-ипа) и др. между собой являются родственными фамилиями. Согласно известным преданиям все указанные фамилии ведут свое начало из абхазского горного общества Псху, располагавшегося по верховьям реки Бзыбь.
Известно, что в первой половине XIX столетия представители фамилии Ардзинба в основном своем числе проживали в селениях общества Псху. Помимо Псху они также в некотором числе проживали в ряде селений Бзыбской и Гумской Абхазии (например, в таких селениях как Аркуа, Яштхуа, Акапа и т. д.).

На историю представителей фамилии Ардзинба сильное влияние оказала Кавказская война (1817—1864 гг.). В связи с тем, что носители фамилии Ардзинба были представителями горных обществ Абхазии, не признававших власти абхазских владетелей и, соответственно, власти российского императора, то они, совместно с другими кавказскими горцами всячески старались сохранить свое независимое положение и оказывали вооруженное сопротивление колонизаторам. Именно с Кавказской войной связаны первые известные документальные упоминания фамилии Ардзинба. Ниже будут упомянуты некоторые из них.

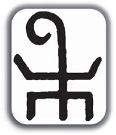
Тамга рода Ардзинба

- В период активных военных действий на Западном Кавказе, унтер-офицер российской армии, цебельдинский пристав Ф. Лисовский в докладной записке своему начальству от 1838 года излагал собранные им сведения «О племени Псху», а также отразил мнение каким образом возможно осуществить покорение псхувцев. Лисовский обозначил ряд необходимых мероприятий, в том числе он предложил взять в аманаты (заложники) детей влиятельных псхувских жителей: четырех детей от князей Маршан, одного от дворянина Кочаа Ардзин и еще одного от дворянина Кодзба Аздемир Кобзач-ипа[1].
- Весной 1840 г. представитель фамилии Ардзинба принимал участие в переговорах с царскими генералами по вопросу мирного покорения Псху. По этому случаю известно, что в мае 1840 года при содействии владетеля Абхазии Михаила Шервашидзе-Чачба в укреплении Бамборы состоялись переговоры между начальником 2-го отделения Черноморской береговой линии ген.-майором М. Ольшевским и  тремя представителями от части общества Псху (до 100 дворов). Во время этих переговоров от псхувцев переговоры вели "псхувский князь Пшемако Наурузов сын Джилагани-Маршания, дворяне Биденука Ардзимба и Солдуга Кацба"[2].Фрагмент списка аманатов псхувского племени взятых в 1844 г.

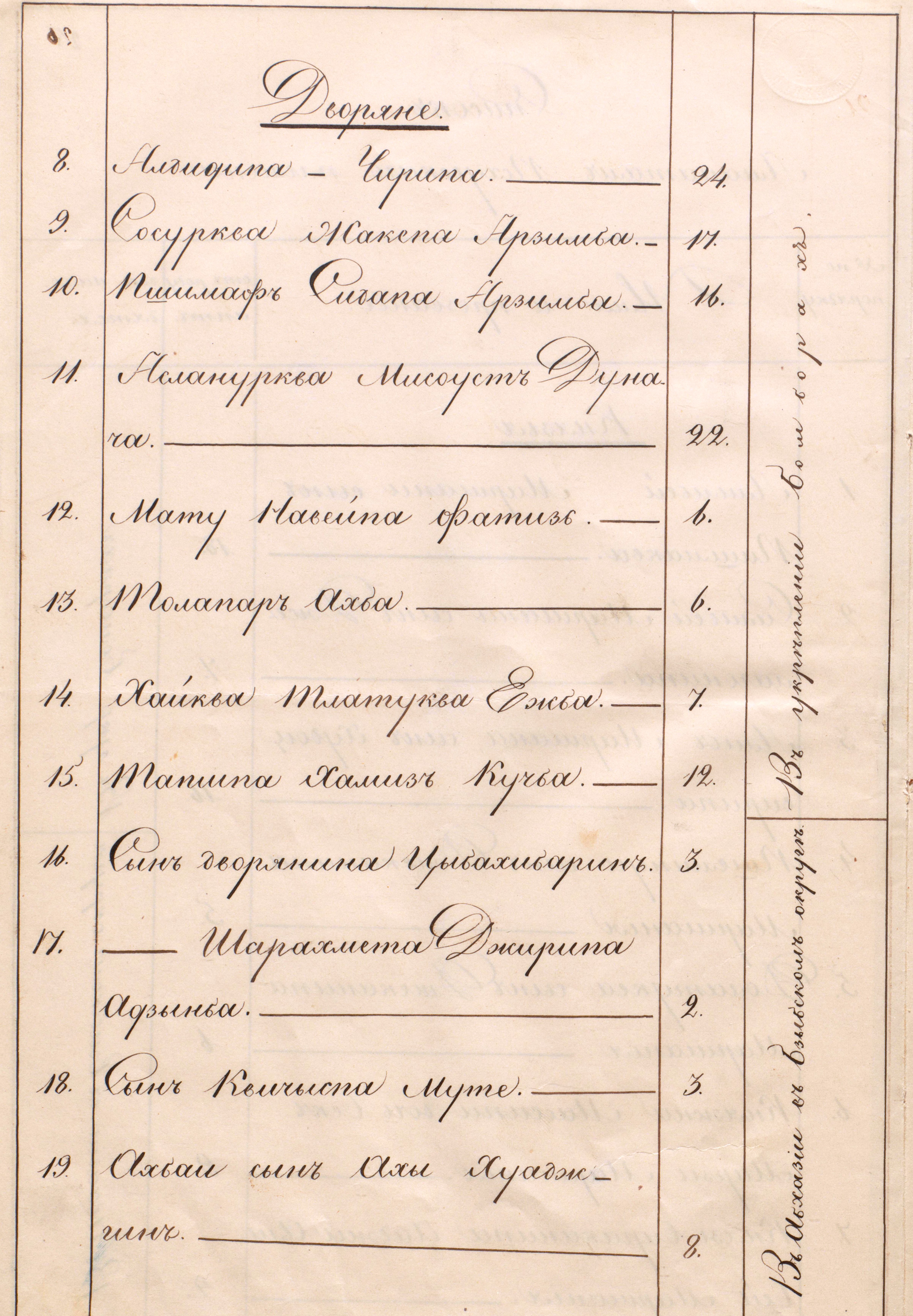
Фрагмент списка аманатов псхувского племени взятых в 1844 г.

- В январе 1844 г. по результатам военной экспедиции в общество Псху (руководимой начальником 3-го отделения Черноморской береговой линии ген.-майром Муравьевым и абхазским владетелем ген.-майором кн. Михаилом Шервашидзе-Чачба) псхувцы объявили о своей покорности. Для упрочения покорности псхувцев царские власти взяли от горцев 21 аманата. В списке выданных детей-аманатов (список которых лично составил абхазский владетель) дворянского происхождения значатся двое представителей фамилии Ардзинба, а именно "Сосурква Жакепа Арзимба" (17 лет) и Пшимаф Сидапа Арзимба (16 лет)[3].

По окончании Кавказской войны в 1864 году, во времена когда летом указанного года осуществлялась депортация всех жителей общества Псху, представители фамилии Ардзинба были вынуждены покинуть родные дома. Часть из них под надзором царских войск была выселена в Турцию, другая часть смогла обосноваться в ряде предгорных селений Бзыбской и Гумской Абхазии, где ранее уже проживали их братья-однофамильцы.
Однако, несколько лет спустя, в 1867 году некоторые представители фамилии Ардзинба вновь были вынуждены выселиться из Абхазии из-за очередной крупной волны махаджирства, последовавшей после подавления Лыхненского восстания 1866 года.
Несмотря на лишение большей части своего имущества и земель в результате депортации, а также необходимости переселения в новые места, представители фамилии Ардзинба продолжили активное участие в общественно-политической и экономической жизни Абхазии. Можно отметить, что в ряде селений Абхазии отдельные представители фамилии Ардзинба выступали в качестве сельских (общинных) старшин. Например, таковыми в 1860-1870-х годах были Цыц Ардзинба и Смел Ардзинба в с. Яштхуа, Рабаджи Ардзинба в с. Арюта.
Во время русско-турецкой войны 1877-1878 гг. в Абхазии произошла самая масштабная волна махаджирства (насильственного выселения коренного населения в Турцию). В указанный период большинство представителей фамилии Ардзинба (которым ранее удалось избежать депортации) были выселены в Турцию.
Вместе с тем, в конце 1870-х - начале 1880-х гг. многим удалось вернуться обратно на родину, в основном следуя морским путем через Батум. Таким образом, по результатам нескольких крупных волн махаджирства абхазов представители фамилии Ардзинба обосновались в таких селениях как Дурипш, Ачандара и Эшера.
Сословная принадлежность
Согласно известным сведениям псхувские представители фамилии Ардзинба до их депортации в 1864 году относились к дворянскому сословию. На это прежде всего указывают более четырех известных к настоящему времени архивных документов 1830-1840-х гг. Также по этому поводу имеются и различные фольклорные сведения.
Начиная с 1864 г. лишенные в результате депортации практически всего своего имущества псхувские представители фамилии Ардзинба были вынуждены селиться в основном на землях различных князей и дворян в предгорных селениях Бзыбской и Гумской Абхазии в качестве «асасов» (гостей). Их положение в обществе становится уже не таким влиятельным и независимым как ранее.
Известно, что в конце 1860-х гг., в ходе проведения царскими чиновниками «крестьянской реформы» в Абхазии отдельные представители фамилии Ардзинба обращались в Сухумскую сословно-поземельную комиссию о признании их в дворянском сословии. Однако в то время их привилегии Сухумской сословно-поземельной комиссией не были подтверждены.
Таким образом, в следствии серьезнейших социальных, демографических, политических и иных изменений в Абхазии (вызванных преимущественно последствиями Кавказской войны, а также Лыхненского восстания 1866 г.), нанесших сильнейший удар по вольной жизни горцев, фамилия Ардзинба уже не значилась в числе аристократических фамилий Абхазии.
С того времени фамилия Ардзинба упоминалась в различных документах, как правило, как фамилия из сословия «анхаю» (свободные крестьяне).

## Из истории XX века
Обосновавшись после трагических событий XIX века в селениях Дурипш, Ачандара и Эшера представители фамилии Ардзинба  начали активно восстанавливать свои хозяйства и принимать участие в общественной жизни Абхазии. В тот период фамилия Ардзинба в Абхазии составляла предположительно не более 3 десятков семей.
После революции 1917 г., отдельные представители фамилии участвовали в организации первых колхозов на территории Абхазии. Так, первый на территории Гудаутского района колхоз был организован в с. Дурипш в 1928 г. (по некоторым данным в 1927 г.), в числе его организаторов состояли Р.Ч. Ардзинба, М.И. Ардзинба, А.Д. Ардзинба и другие. В то же время часть носителей фамилии Ардзинба (в основном из зажиточных семейств) не желала коллективизации и вступления в колхозы. Они приняли активное участие в известном общенациональном Дурипшском сходе 1931 года, который был созван в целях противодействия вхождения Абхазии в Грузию и организации колхозов. Примечательно, что по причине сложившейся обстановки, по собственному решению ушел с работы и председатель Дурипшского сельсовета М.И. Ардзинба.
В период репрессий 30-х гг.
Ряд представителей фамилии Ардзинба были репрессированы в 1930-х годах. Так, на основании ложных обвинений в 1937-1938 гг. сотрудниками НКВД были арестованы, а позже и расстреляны братья Маджит и Киамин Ардзинба (занимал должность заместителя председателя Верховного суда Абхазии). Оба брата посмертно были реабилитированы в 1950-х гг. Бывший председатель Дурипшского сельсовета М.И. Ардзинба был приговорен к 10 годам.
Представители фамилии в ВОВ 1941-1945 гг.
Во времена Великой отечественной войны 1941-1945 гг. представители фамилии Ардзинба, как и весь народ Абхазии, принимали активное участие в борьбе СССР с нацистской Германией и ее союзниками. Призванные в различные воинские соединения и разбросанные по самым разным фронтам представители фамилии Ардзинба достойно проявили себя на полях сражений. Согласно данным открытых источников, многие были удостоены высоких наград и званий, в том числе: Орденом Красной звезды (6 чел.), Орденом Отечественной войны I степени (4 чел.), Орденом Отечественной войны II степени (4 чел.), медалью «За отвагу» (4 чел.), Орденом славы III степени, а также медалями «За боевые заслуги», «За взятие Берлина», «За взятие Кенигсберга», «За победу над Японией», «За оборону Севастополя», «За оборону Сталинграда», «За оборону Кавказа» и т. д.
ВОВ 1941-1945 гг. нанесла серьезный урон фамилии Ардзинба. 19 представителей фамилии числятся погибшими (или пропавшими без вести) на фронтах этой войны. Из-за безвозвратных потерь отдельные дворы опустели. Например, в с. Дурипш в семье Ширина Ардзинба из всех трех сыновей, призванных на фронт – ни одному не удалось вернуться домой.
Некоторые видные деятели.
Из фамилии Ардзинба в годы СССР было много видных государственных и общественных деятелей, педагогов, ученых, известных спортсменов, внесших значимый вклад в развитие отчизны, в том числе:
- Герои Социалистического Труда – Григорий Ардзинба (депутат Верховного Совета СССР 3-го и 4-го созывов), Мария Ардзинба (депутат Верховного Совета Грузинской ССР 2-го созыва);
- ученые – Владислав Ардзинба (доктор исторических наук, директор Абхазского института языка, литературы и истории им. Д. И. Гулиа, депутат Верховного Совета СССР), Сергей Ардзинба (кандидат медицинских наук)
- спортсмены (жокеи) – Руман Ардзинба, Манча Ардзинба, Наварбей Ардзинба, Алик Ардзинба;
- известные чаеводы, систематически перевыполнявшие плановые задание – Мария Ардзинба, Валерий Ардзинба, Георгий Ардзинба, Соня Ардзинба, Зосим Ардзинба и многие другие.

Представители фамилии в Отечественной войне народа Абхазии 1992-1993 гг.
Отдельные представители фамилии Ардзинба являлись активными участниками национально-освободительного движения абхазского народа. А после распада СССР и начала Отечественной войны народа Абхазии (ОВНА) 1992-1993 гг. многие ушли на фронт на защиту родины под руководством Владислава Ардзинба. В ходе войны отдельные лица из фамилии занимали должности командиров батальонов, рот и иных подразделений абхазских вооруженных сил.
За проявленный героизм, храбрость и самоотверженность во время ОВНА 1992-1993 гг. некоторые представители фамилии Ардзинба были награждены почетными воинскими наградами и званиями, в том числе званием «Герой Абхазии» (4 чел.), Орденом Леона (9 чел.), медалью «За отвагу» (16 чел.).
В ОВНА 1992-1993 гг. в боях на Восточном фронте погиб Ардзинба Т.К. (посмертно удостоенный звания Герой Абхазии). В ходе послевоенных вооруженных столкновений с грузинскими диверсантами также погиб Ардзинба Т.Л.